# Regente Feijó
Pour les articles homonymes, voir Feijó (homonymie).
Regente Feijó est une municipalité brésilienne de l'État de São Paulo, située dans la microrégion de Presidente Prudente.

## Toponymie
La ville tient son nom de Diogo Feijó (en), premier régent unique de l'empire du Brésil entre octobre 1835 et septembre 1837.